# Tim Witherspoon
Tim Witherspoon (ur. 27 grudnia 1957 w Filadelfii) – amerykański bokser, mistrz świata organizacji WBC (1984) i WBA (1986) w wadze ciężkiej.